# Poeltiaria
Poeltiaria is een botanische naam voor een geslacht van korstmossen behorend tot de familie Lecideaceae. De typesoort is Poeltiaria turgescens.

## Soorten
Het geslacht bestaat volgens Index Fungorum uit de volgende vijf soorten (peildatum januari 2023):
| Soortnaam                | Auteur(s)                  | Publicatiejaar |
| ------------------------ | -------------------------- | -------------- |
| Poeltiaria coppinsiana   | Hertel                     | 2014           |
| Poeltiaria coromandelica | (Zahlbr.) Rambold & Hertel | 1989           |
| Poeltiaria corralensis   | (Räsänen) Hertel           | 1984           |
| Poeltiaria tasmanica     | Fryday                     | 2014           |
| Poeltiaria turgescens    | (Körb.) Hertel             | 1984           |